# Flàvia Domicil·la (esposa de Flavi Climent)
Flàvia Domicil·la, o Flàvia Domitil·la (Roma, s. I - Illa de Ponça o Pandatària, Laci, després de 95), en llatí Flavia Domitilla, fou l'esposa del cònsol Flavi Climent. És venerada com a santa per diverses confessions cristianes i venerada al judaisme.

## Biografia
Filostrat diu que era germana de l'emperador Domicià, però això sembla un error, ja que la germana de Domicià havia mort abans de la pujada al tron de Vespasià. Dió Cassi l'anomena συγγενής de Domicià (potser Filostrat va llegir ὰδελφιδήν en comptes de ὰδελφήν. Podria ser que fora filla de la Domicil·la la Jove, filla de Vespasià, i de pare desconegut, potser Quint Petili Cerealis.
Va casar-se amb el seu cosí, el cònsol Tit Flavi Climent. Quintilià, a la seva Institutio Oratoria, iv. 1, § 2, indica que té com a pupils dos nets de Domicià, que deurien ésser els fills de Domicil·la i Climent. Suetoni diu que Domicià designà els fills de Climent com a successors al tron, abans que el seu pare caigués en desgràcia, i que els canvià els noms pels de Domicià i Vespasià.
No obstant això, Domicià va fer matar Flavi Climent. Dió Cassi en diu:
| «                          | Domicià matà, juntament amb molts altres, Flavi Climent el cònsol, encara que n'era cosí i casat amb Flàvia Domicil·la, que també era parenta de l'emperador. El càrrec contra tots dos era el d'ateisme (αθεοτση), acusació per la qual molts altres que s'inclinaren cap als jueus foren condemnats. Alguns d'ells foren portats a la mort, i la resta, com a mínim, foren privats de les seves propietats. Domicil·la només fou desterrada a Pandatària (actual Ventotene, una de les illes Poncianes). | » |
| — Dió Cassi. Epítome, 67.4 | |   |

Després de l'assassinat de Climent, el llibert Esteve, majordom de Domicil·la, liderà la conxorxa que posà fi a la vida de Domicià, segons Suetoni. Mentrestant, Domicil·la morí a l'exili, i els seus dos fills moriren joves.

## Tradició jueva
Segons el Talmud, Domicil·la i Flavi Climent es consideren conversos al judaisme i estigueren en contacte amb el rabí Akiba ben Joseph. En tot cas, s'interessaren per aquesta religió i, alhora, per la cristiana.
Quan Domicià decretà que en trenta dies el Senat hauria de confirmar el seu edicte per massacrar tots els jueus i cristians de l'Imperi, Domicil·la va convèncer el seu marit perquè donés suport als jueus. Quan quedaven cinc dies per a la votació de l'edicte al Senat, el convencé perquè se suicidés, posposant així la votació, i esperant que mentrestant es pogués resoldre la situació. Domicià, però, feu matar Climent l'endemà. La decisió quedà, igualment posposada, i poc després, Esteve va assassinar Domicià.

## Tradició cristiana
Segons la tradició cristiana, Domicil·la fou convertida al cristianisme per Nereu i Aquil·leu i condemnada llavors a la deportació.
Eusebi de Cesarea, les actes espúries de Nereu i Aquil·leu i Jeroni d'Estridó presenten Flàvia Domicil·la com a neboda, no esposa, de Flavi Climent, i diuen que fou desterrada a Pontia (actual Ponça), illa del Mar Tirrè. De fet, Eusebi només diu que Domicil·la, filla de la germana de Climent, s'havia convertit al cristianisme. Això ha fet pensar que es tractaria de dues dones anomenades Domicil·la, tia i neboda, que eren cristianes. No obstant això, s'ha pensat que Eusebi pot cometre un error de transcripció de les dades de les fonts, i que parli d'una Flàvia Domicil·la diferent.

### Veneració
Flàvia Domicil·la és venerada per l'Església Ortodoxa, que en celebra la festa el 12 de maig. També per l'Església Catòlica, que la celebra juntament amb els sants Nereu i Aquil·leu de Roma, ja que les seves restes són enterrades en l'església d'aquests sants. El seu nom s'afegí al d'aquests en el calendari de sants de 1595, però en fou tret el 1969, ja que el fonament d'aquesta veneració es basava en llegendes no comprovades i poc versemblants.